# Автошлях М 08
Автошлях М 08 — автомобільний шлях міжнародного значення на території України, обхід Ужгорода — контрольно-пропускний пункт «Ужгород» (державний кордон зі Словаччиною). Розташований на території Закарпатської області. Збігається з частиною європейського маршруту E58 (Відень — Ужгород — Кишинів — Одеса — Ростов-на-Дону). Частина європейського коридору № 5.
Починається в Ужгороді та закінчується на контрольно-пропускному пункті «Ужгород», що веде до Жиліни у Словаччині.

## Загальна довжина
Об’їзд м. Ужгорода — контрольно-пропускний пункт «Ужгород» — 17,1 км.
Під'їзд до вантажного термінала — 1,1 км.
Разом — 18,2 км.

## Маршрут
Автошлях проходить через такі міста
| Автошлях М 08        |               |
| Закарпатська область |               |
| Ужгородський район   |               |
| Ужгород              | E50E573М06Н13 |
| КПП «Ужгород»        | 19            |